# Mandinka (nummer)
Mandinka is een nummer van de Ierse zangeres Sinéad O'Connor. Ze schreef het nummer zelf en nam samen met Kevin Mooney de productie voor haar rekening. In december 1987 werd het uitgebracht als tweede single van haar debuutalbum The Lion and the Cobra.

## Achtergrond
O'Connor vertelde in een interview over het nummer: "De Mandinkas zijn een Afrikaans volk. Ze worden genoemd in het boek Roots van Alex Haley. Daarover gaat het nummer. Als je het wil snappen, moet je het boek lezen." In haar boek Rememberings schreef ze: "Ik was een jong meisje toen ik het zag, en het raakte iets zo diep in mij dat ik er een diepgewortelde reactie op kreeg. Ik begon me emotioneel te identificeren met de burgerrechtenbeweging en de slavernij, vooral gezien de theocratie waarin ik leefde en de onderdrukking in mijn eigen huis."

## Hitnoteringen
Mandinka bereikte als hoogste notering de zesde in het vaderland van O'Connor, Ierland. Daarna was de zeventiende plek in de UK Singles Chart de hoogste. In de Nederlandse Top 40 stond het nummer in totaal vier weken en de hoogste notering was de dertigste plek. Na het overlijden van O'Connor in juli 2023 kwam Mandinka binnen in de lijst voor UK Singles Downloads. Hier bereikte het uiteindelijk nog de tweeëndertigste plek.

### Nederlandse Top 40
| Positie: | 37 | 30 | 30 | 34 | uit |